# IPod
Den harddisk-baserede iPod er en musikafspiller fra Apple Inc. Den kan afspille musik i formaterne MP3, WAV, AAC, AIFF og Apple Lossless. Udover at afspille musik, kan iPod bruges som en ekstern harddisk. En iPod er kendetegnet ved sin kompakte størrelse, sin enkle brugergrænseflade baseret på et centralt rullehjul samt en hurtig FireWire- eller USB 2-forbindelse, med hvilken man kan overføre data med hastigheder på op til 400 Mbit/sekund.
Da den først blev annonceret i oktober 2001, var iPod kun tilgængelig med en 5 GB-harddisk. En 10 GB-version blev annonceret i marts 2002, og i juli 2002 blev en 20 GB-model annonceret. Her blev både 10- og 20 GB-modellerne forbedret med bl.a. et berøringsfølsomt (i stedet for bevægeligt) rullehjul. Firmware-opdateringer har siden hen tilført iPod PDA-lignende funktioner.
Den 28. april 2003 introducerede Steve Jobs en "ultra-tynd" serie af iPod. Disse blev oprindeligt solgt i størrelser på 10, 15 og 30 GB. I september 2003 blev 15- og 30 GB-versionerne erstattet af en 20 GB og en 40 GB version. I modsætning til forrige produkter er der desuden ingen forskel på Mac- og Windows-versionerne – den samme iPod kan forbindes til både en Mac og en Windows-pc. I det sidste tilfælde skal brugeren typisk købe et separat USB-2-kabel, fordi iPod'en oprindeligt er designet til at blive forbundet over FireWire. Mens FireWire findes på de fleste nyere Macs (dog ikke Macbook i aluminiumschassis fra 2008), er de ikke særlig hyppigt forekommende på Windows-pc'er.
Den 7. september 2005 fremviste Steve Jobs en tyndere, flashbaseret iPod; iPod nano. Den blev introduceret med 2 eller 4 GB, i sort eller hvid, vejede 42 gram og var "tynd som en blyant" med målene 90 x 40 x 6,9 mm.
Den 12. oktober 2005 blev iPod 5G (iPod Video) så introduceret. Den er op til 46% tyndere end forgængeren og kommer i farverne sort eller hvid og med henholdsvis 30 eller 60 gigabyte. Ipod 5G afspiller de kendte musik formater samt filmformaterne H214 og Mp4 så der nu er mulighed for at se filmklip på iPod'en med den 2,5" store skærm. 
Programmet iTunes kan bruges til at holde styr på musikfilerne på iPod, når den er koblet til en Mac eller Windows-pc. Før oktober 2003 blev programmerne Musicmatch eller ephPod brugt til at holde styr på musikfilerne, når iPod blev sluttet til en Windows-pc.
I februar 2006 var iPod den mest populære digitale musikafspiller i USA, med en markedsandel på over 70 procent og 42 millioner iPods solgt.
Den 9. april 2007 var der solgt 100 millioner iPod's på verdensplan, hvilket gjorde den til hurtigst sælgende musikafspiller nogensinde. 

## Tidslinje
- Oktober 2001:
  - iPod (med scroll wheel), 5/10 GB

- Juli 2002:
  - iPod (med touch wheel), 10/20 GB

- April 2003:
  - iPod (Dock Connector), 10/15/20/30/40 GB

- Januar 2004:
  - iPod Mini, 4 GB

- Juli 2004:
  - iPod (click wheel), 20/40 GB

- Oktober 2004:
  - iPod U2 Special Edition, 20 GB
  - iPod Photo, 30/40/60 GB

- Januar 2005:
  - iPod shuffle, 512 MB/1 GB

- Februar 2005:
  - iPod Mini (2. generation), 4/6 GB

- Juni 2005:
  - iPod (farveskærm), 20/60 GB
  - iPod U2 Special Edition (farveskærm), 20 GB

- September 2005:
  - iPod nano, 1/2/4 GB

- Oktober 2005:
  - iPod (5. generation), 30/60 GB

- Juni 2006:
  - iPod U2 Special Edition (5. generation), 30 GB

- September 2006:
  - iPod, 80 GB

- September 2007:
  - iPod shuffle (2.5. generation), 1 GB
  - iPod classic, 80/160 GB
  - iPod nano (3. generation), 4/8 GB
  - iPod touch, 8/16 GB
  - Ipod har taget ni ud af ti pladser på mp3 top ti listen

- Februar 2008:
  - iPod Shuffle (3. generation), 1/2 GB

- September 2008:
  - iPod nano (4. generation), 8/16 GB
  - iPod touch (2. generation), 8/16/32 GB

- Marts 2009:
  - iPod Shuffle (3. generation), 4 GB

- September 2010:
  - iPod shuffle (4. generation), 4 GB
  - iPod nano (6. generation), 8/16 GB
  - iPod touch (4. generation), 8/32/64 GB

Kilde: Mactracker.ca
Kilde: Apple – iPod (english)

## Galleri
- 2. generations iPod
- 2. generations iPod mini
- 3. generations iPod
- 4. generations iPod
- 5. generations iPod
- 2. generations iPod med iPodLinux
- 2. generations iPod Touch